# 美田園駅
美田園駅（みたぞのえき）は、宮城県名取市美田園5丁目にある、仙台空港鉄道仙台空港線（仙台空港アクセス線）の駅。

## 歴史
- 2005年（平成17年）8月：仮称の「下増田駅」から「美田園駅」に正式決定。
- 2007年（平成19年）3月18日：仙台空港鉄道仙台空港線の名取駅 - 仙台空港駅間の開通と同時に開業。

## 駅構造
島式ホーム1面2線を有する高架駅。快速列車が通過することもあり、一線スルー式となっている。
社員配置駅。自動券売機、自動改札機（Suica対応）設置。
のりば
| 1 | 仙台空港アクセス線 | （上り） | 仙台空港方面   |
| 2 | 仙台空港アクセス線 | （下り） | 名取・仙台方面 |

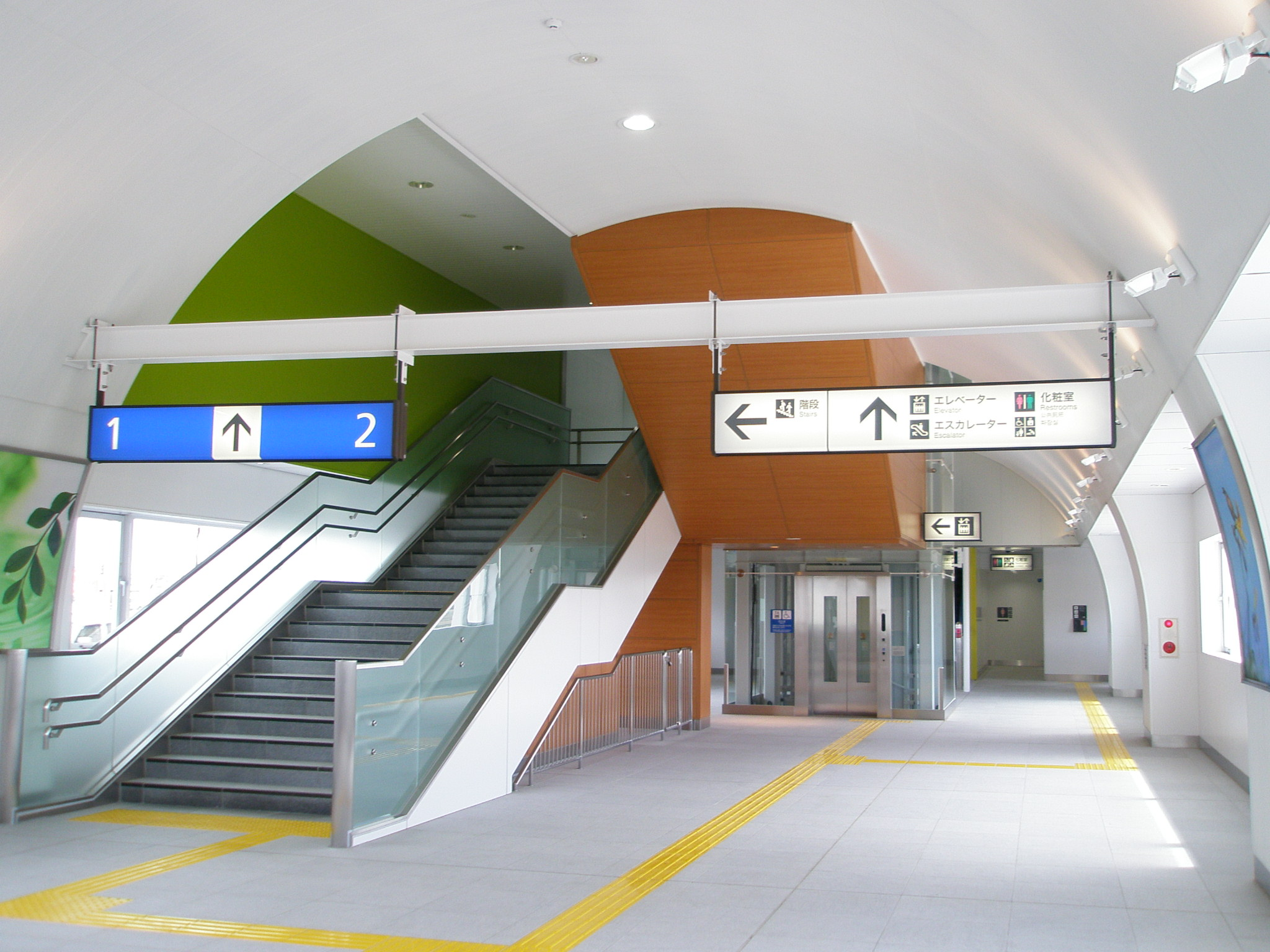
改札内コンコース
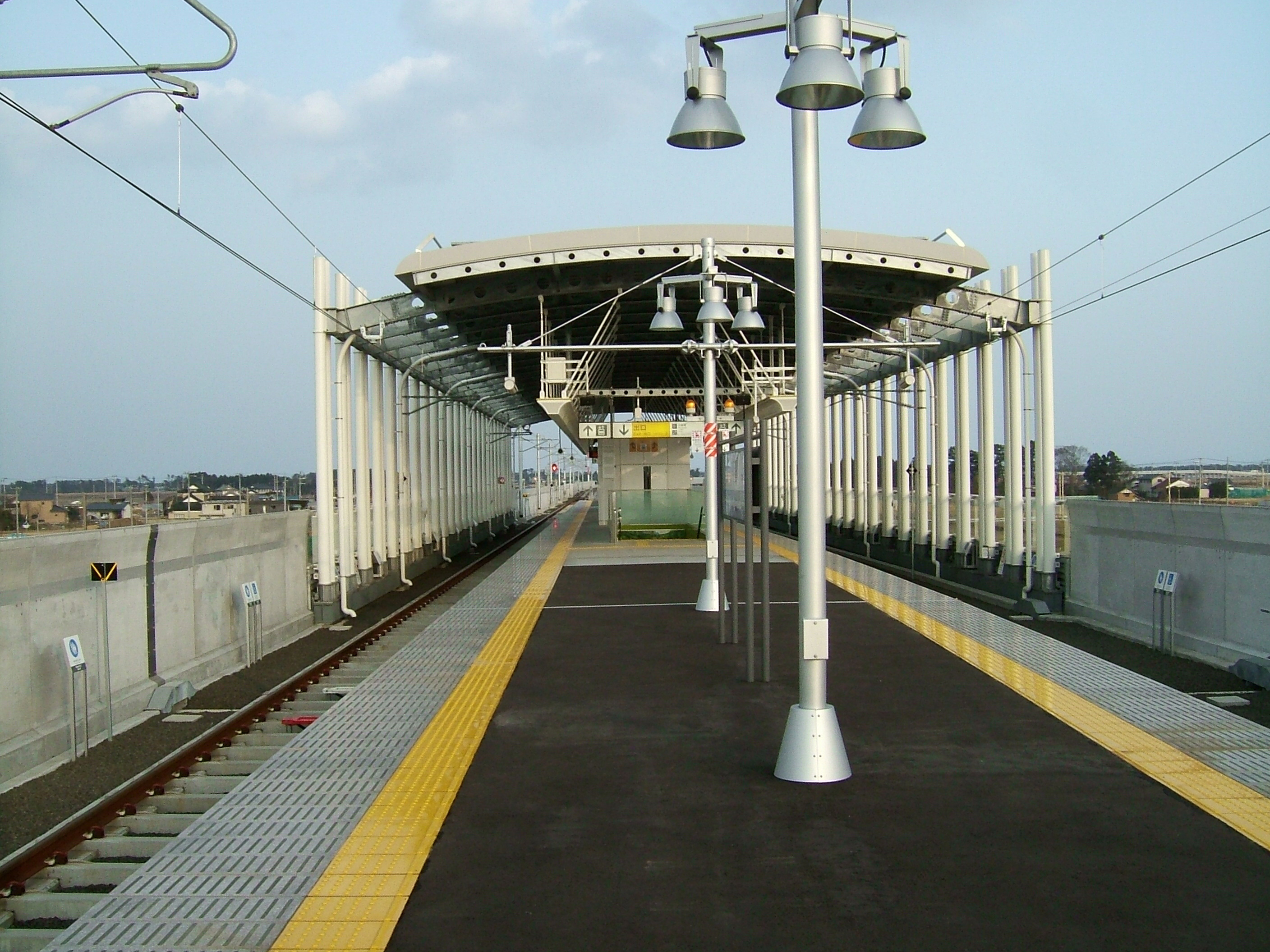
プラットホーム

## 利用状況
2024年度の1日平均乗降人員数は1,972人であった。
駅周辺の宅地開発が進み、利用者数は増加傾向となっている。
| 年度               | 一日平均乗降人員 |
| ------------------ | ---------------- |
| 2007年（平成19年） | 240              |
| 2008年（平成20年） | 458              |
| 2009年（平成21年） | 537              |
| 2010年（平成22年） | 610              |
| 2011年（平成23年） | 485              |
| 2012年（平成24年） | 736              |
| 2013年（平成25年） | 1,157            |
| 2014年（平成26年） | 1,283            |
| 2015年（平成27年） | 1,360            |
| 2016年（平成28年） | 1,373            |
| 2017年（平成29年） | 1,396            |
| 2018年（平成30年） | 1,437            |
| 2019年（令和元年） | 1,521            |
| 2020年（令和02年） | 1,211            |
| 2021年（令和03年） | 1,374            |
| 2022年（令和04年） | 1,619            |
| 2023年（令和05年） | 1,833            |
| 2024年（令和06年） | 1,972            |

## 駅周辺
現在、駅周辺には宅地造成地と水田が広がる。
- 宮城県道10号塩釜亘理線
- 増田川
- 名取岩沼農業協同組合美田園支店
- 広浦簡易郵便局
- まなウェルみやぎ
  - 宮城県美田園高等学校
  - 宮城県総合教育センター
  - 宮城県子ども総合センター
  - 宮城県中央児童相談所
  - 宮城県リハビリテーション支援センター
- スーパーホテル美田園・仙台エアポート
- スーパービバホーム新名取店

## 隣の駅
仙台空港鉄道
仙台空港線（■仙台空港アクセス線）
□快速
通過
■普通
仙台空港駅 - 美田園駅 - 杜せきのした駅

## ロケーション撮影
映画『寝ても覚めても』および『Life線上の僕ら』のロケーション撮影に当駅が使われた。

## テレビドラマとのコラボレーション
2023年9月26日より、期間限定でテレビドラマ『家政夫のミタゾノ』（テレビ朝日）とのコラボレーション企画で駅名標が「家政夫のミタゾノ駅」に変更され、駅構内のアナウンスも、三田園薫役の松岡昌宏が担当する。ただし、駅名は「美田園」であり役名は「三田園」と漢字表記では一文字異なる。